# Ступка, Остап Богданович
Оста́п Богда́нович Сту́пка (укр. Остап Богданович Ступка; род. 2 сентября 1967, Львов) — советский и украинский актёр театра, кино, озвучивания и дубляжа, телеведущий; народный артист Украины (2009). Сын народного артиста СССР Богдана Ступки; отец актёра Дмитрия Ступки.

## Биография
Родился 2 сентября 1967 года во Львове в театральной семье Богдана Ступки.
Детство прошло за кулисами театров, в которых работали его родители: Львовский оперный театр и Львовский УАДТ имени М. К. Заньковецкой.
Через год после окончания Киевского государственного театрального института им. Карпенко-Карого в 1988 году — актёр Национального академического драматического театра им. Ивана Франко. Занят в спектаклях киевских театров. Играет в кино, работает на телевидении.
Народный артист Украины (16 января 2009).

## Семья
Дед — Сильвестр Дмитриевич Ступка, певец в хоре Оперного театра. Бабушка — Мария Григорьевна (27 августа 1912 — 23 июля 2007).
Отец — Богдан Ступка (27 августа 1941 — 22 июля 2012), советский и украинский актёр театра и кино. Мать — Лариса Семёновна Ступка (в девичестве — Корниенко), выпускница Бакинского хореографического училища.
Первая супруга — однокурсница Татьяна. Сын — Дмитрий Ступка, артист Театра им. Франко.
Вторая супруга — Ирина, модельер-конструктор (брак продолжался в течение 15 лет). Дочь — Устина Ступка. Сын — Богдан Ступка.
Третья супруга — Дарья, студентка театрального вуза (с 2015 года)

## Театр

### Национальный академический драматический театр имени Ивана Франко
- 1986 — «Энеида» И. Котляревского; реж. Сергей Данченко — Паллант
- 1989 — «Тевье-Тевель» Г. Горина; реж. Сергей Данченко и Дмитрий Чирипюк — Перчик
- 1990 — «Санаторная зона» М. Хвылевого; реж. Сергей Данченко — Хлоня
- «Грех» В. Винниченко — Михась
- 1991 — «Белая ворона» Ю. Рыбчинского и Г. Татарченко; реж. Сергей Данченко — Принц
- «Призраки» Э. Де Филиппо — Альфредо
- 1993 — «Патетическая соната» Н. Кулиша; реж. Сергей Данченко — Илько
- «Записки сумасшедшего» Н. Гоголя — Надсмотрщик
- 1993 — «Лесная песня» Л. Украинки; реж. Дмитрий Чирипюк — Лукаш
- «Берегись Льва» Я. Стельмаха — Буртинус
- «Мерлин, или Опустошённая страна» Танкреда Дорста и Урсулы Эллер; реж. Сергей Данченко — Сэр Модред
- 1996 — «Укрощение строптивой» У. Шекспира; реж. Сергей Данченко — Люченцио
- 1996 — «Украинский водевиль, или Выпьем и пойдём» М. Кропивницкого; реж. Станислав Моисеев — Писарь
- 1997 — «Король Лир» У. Шекспира; реж. Сергей Данченко — Эдгар
- «Бал воров» Ж. Ануя — Густав
- «Три сестры» А. Чехова — Тузенбах
- 2000 — «Я, Генри II» Дж. Голдмена; реж. Юрий Кочевенко — Джефри
- «Леди и Адмирал» Т. Реттигена — Капитан Гарди
- «Мама, или Невкусное произведение в двух действиях с эпилогом» С. Виткевича — Леон Венгожевский
- 2002 — «Букварь мира» Г. Сковороды; реж. Александр Ануров — Лонгин
- 2003 — «Царь Эдип» Софокла; реж. Роберт Стуруа — Креонт
- 2003 — «Ревизор» Н. Гоголя; реж. И. Афанасьев — Иван Александрович Хлестаков
- 2004 — «Истерия» Т. Джонсона; реж. Григорий Гладий — Сальвадор Дали
- 2004 — «Братья Карамазовы» Ф. Достоевского; реж. Юрий Одинокий — Павел Смердяков
- 2005 — «Ромео и Джульетта» У. Шекспира; реж. Валентин Козьменко-Делинде — Меркуцио
- 2007 — «Женитьба Фигаро» П. Бомарше; реж. Юрий Одинокий — Фигаро
- 2008 — «Легенда про Фауста» по мотивам сочинений Шписа, Марло и Гейсельбрехта; реж. Андрей Приходько — молодой Фауст
- 2011 — «Голгофа» Л. Украинки; реж. Юрий Розстальный
- «На поле крови» Л. Украинки — Иуда
- 2011 — «Гимн демократической молодёжи» С. Жадана; реж. Юрий Одинокий — Славик
- 2013 — «Цветок чертополоха» Натальи Ворожбит; реж. Станислав Моисеев — Владимир Дорошенко
- 2013 — «Чайка» А. Чехова; реж. Валентин Козьменко-Делинде — Борис Алексеевич Тригорин
- 2014 — «Живой труп» Л. Толстого; реж. Роман Мархолиа — Виктор Михайлович Каренин
- 2016 — «Ричард III» У. Шекспира; реж. Автандил Варсимашвили — Георг, герцог Кларенс
- 2018 — «Война» Ларса Нурена; реж. Давид Петросян — Дядько
- 2020 — «Крум» Ханоха Левина; реж. Давид Петросян — Крум
- 2021 — «Пер Гюнт» Генриха Ибсена; реж. Иван Урывский — Пер Гюнт

### Киевский академический Молодой театр
- 2006 — «Московиада» Ю. Андруховича; реж. Станислав Моисеев — Отто фон Ф.

## Фильмография

### Художественное кино
- 1979 — Забудьте слово «смерть» — мальчик в «будёновке» с яблоком (в титрах не указан)
- 1985 — Женихи (укр. Женихи)
- 1987 — Восемнадцатилетние — Николай Макар
- 1987 — Жменяки — Степан Жменяк
- 1988 — Генеральная репетиция — Офеня
- 1989 — Каменная душа — Иванко
- 1989 — Театральный сезон — Витя
- 1990 — Я тот, кто есть
- 1991 — Личное оружие — Симонов
- 1991 — Ночь самоубийцы
- 1991 — Из жития Остапа Вишни
- 1992 — Господи, прости нас, грешных — Степан
- 2001 — Молитва о гетмане Мазепе — Филипп Орлик, генеральный писарь
- 2004 — Эвиленко — Амитрин
- 2005 — Подруга особого назначения
- 2006 — Happypeople
- 2006 — Мосты сердечные — Андрей Алексеевич Кавалер
- 2006 — Битвы божьих коровок — Кульчицкий, дантист
- 2007 — Русский треугольник — Шакальский, капитан
- 2007 — Очень новогоднее кино, или Ночь в музее - Казанова
- 2008 — Кастинг
- 2008 — Как найти идеал?
- 2008 — Гений пустого места — Дима Кузмин
- 2008 — Богдан-Зиновий Хмельницкий — Тимофей Хмельницкий
- 2008 — Куплю друга —  Артём Кимович Булатов
- 2009 — Тарас Бульба — Вертихвост, казак
- 2009 — Чудо — PR-менеджер
- 2009 — Ромашка, кактус, маргаритка — Стасик
- 2010 — Боксёры предпочитают блондинок
- 2010 — Иванов — Дмитрий Никитич Косых, акцизный
- 2010 — Феномен — Сергей
- 2010 — Мы из будущего 2 — сотник УПА Гриць.
- 2010 — Платон Ангел — Маляр
- 2011 — Матч — Дещеня
- 2011 — Пончик Люся — Цибулько
- 2012 — Одесса-мама — Шуня, фарцовщик
- 2014 — Мажор — Иван Петрович, эксперт криминалист
- 2014 — Брат за брата 3 — Салман
- 2017 — Горькая жатва — Бойко
- 2017 — Easy — Богдан, католический священник из Украины
- 2017 — Сказка старого мельника — муж Параски
- 2018 — Круты 1918 — красный комиссар
- 2018 — Эфир — российский командир

### Документальное кино
- 2008 — «Великие украинцы. Григорий Сковорода» («Интер»)
- 2010 — «Украинский самурай. Принцип Ступки» (реж. Юрий Линкевич и Александр Кипров, «Две Точки»)
- 2010 — «Богдан Ступка. „Формула любви“» (реж. Владимир Николаец, «Интер»)
- 2011 — «Богдан Ступка. Тот ещё перец» (реж. Елена Тульчинская, ТК «Останкино»)
- 2011 — «12 лучших мошенников Украины» (документальный проект канала «ICTV»)

### Озвучивание мультфильмов
- 2014 — Бабай — Чёрт

### Дубляж на украинский язык
- 2006 — Рога и копыта
- 2006 — Тачки — Молния Маккуин[3]
- 2006 — Пираты Карибского моря: Сундук мертвеца — Уилл Тёрнер (Орландо Блум)[4]
- 2008 — Вольт — Вольт
- 2008 — Мадагаскар 2 — второй браконьер
- 2010 — Алиса в Стране чудес — Безумный Шляпник (Джонни Депп)[5]
- 2011 — Тачки 2 — Молния Маккуин[6]
- 2017 — Тачки 3 — Молния Маккуин[7]

## Телевизионная карьера
- Шоу-программа «Первый миллион (укр. Перший мільйон)» (украинский вариант проекта «Кто хочет стать миллионером?») на «1+1». Ведущий
- Реалити-шоу «Последний герой» (Украина) на «ICTV». Ведущий[8]
- Телевизионное шоу «Танцы со звёздами» (Украина) на «1+1». Участник в паре с Дарьей Довгалевой
- Телевизионное шоу «Побей ведущего» (Украина) на «1+1». Ведущий
- 2017 — Рекламный ролик «Аист» (укр. Лелека) для «Укрпочты»[9]

## Награды и признание
- 1999 — Заслуженный артист Украины (24 февраля 1999)[10]
- 2006 — Премия «Человек года» в номинации «Лучший актёр года»
- 2009 — Народный артист Украины (16 января 2009)[11]
- 2017 — Орден «За заслуги» ІІІ степени (24 августа 2017)[12]
- 2020 — Орден «За заслуги» ІІ степени (27 августа 2020)[13]

## Факты
- В школьные годы занимался в театральном кружке под руководством Алексея Кужельного (в настоящее время — художественный руководитель театра «Созвездие»), участвовал в выпусках программы для детей на телеканале УТ-1[14]
- Дебютом на сцене Театра им. Франко стала роль Перчика в спектакле «Тевье-Тевель» по пьесе Григория
Горина (написана по мотивам рассказов Шолом-Алейхема «Тевье-молочник»).[источник не указан 378 дней]